# Linyphiidae
Linyphiidae là một họ nhện có hơn 4.300 loài được mô tả trong 578 chi trên toàn thế giới. Linyphiidae là họ nhện lớn thứ nhì, sau Salticidae. Các loài mới được phát hiện trên toàn thế giới, và gia đình vẫn ít được biết đến. Bởi vì những khó khăn trong việc xác định con nhện nhỏ như vậy, có những thay đổi thường xuyên trong phân loại là loài được kết hợp hoặc chia.
Các loài nhện trong họ này trong tiếng Anh được gọi là "nhện dệt tấm" (từ hình dạng của lưới của họ), hoặc một số nước châu Âu gọi là nhện tiền (ở Vương quốc Anh, Ireland và Bồ Đào Nha, từ mê tín dị đoan rằng nếu như nhện này sa vào người, nó đã đến quay quần áo mới, có nghĩa là may mắn tài chính).
Có sáu phân họ, Linyphiinae, Erigoninae (nhện lùn), và Micronetinae, chứa phần lớn các loại mô tả.
Chi thường gặp bao gồm Neriene, Lepthyphantes, Erigone, Eperigone Bathyphantes, Troglohyphantes, chi Tennesseellum monotypic và nhiều người khác. Đây là một trong những loài nhện phong phú nhất trong khu vực ôn đới, mặc dù nhiều cũng được tìm thấy ở vùng nhiệt đới.

## Hình ảnh

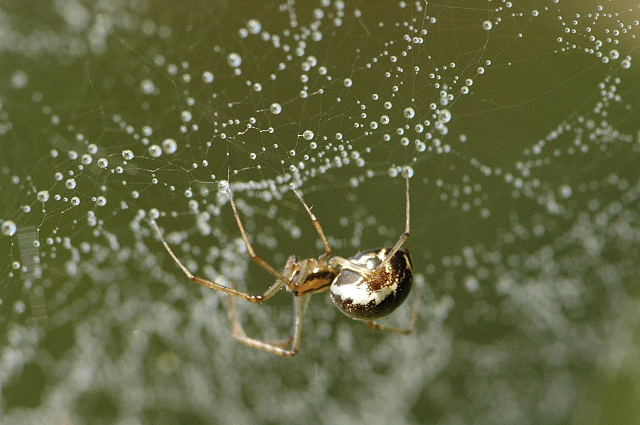
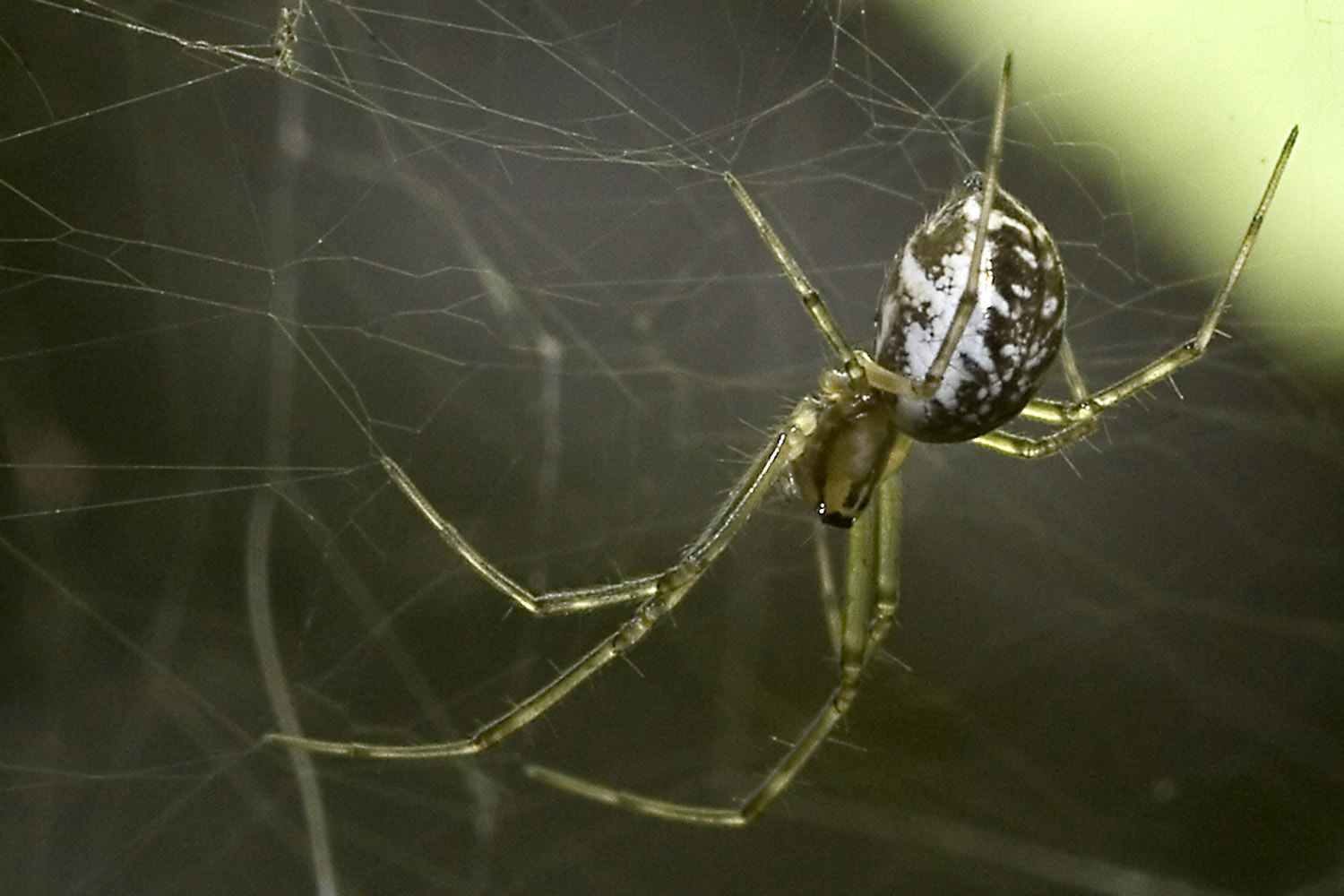
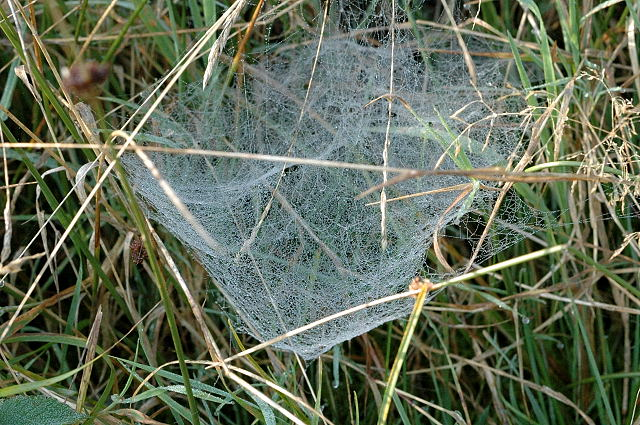
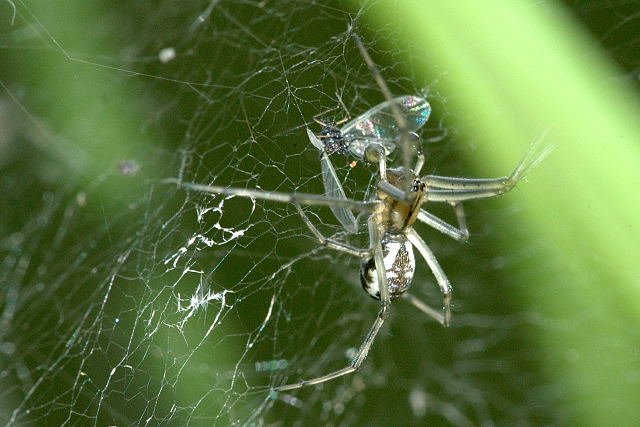